# Aeroporto di Münster-Osnabrück
L'Aeroporto di Münster-Osnabrück (IATA: FMO, ICAO: EDDG) è un aeroporto tedesco situato nella Renania Settentrionale-Vestfalia presso la città di Greven, a 25 km a nord di Münster e a 35 km a sud di Osnabrück. L'aeroporto, situato a 48 m s.l.m., dispone di un unico Terminal passeggeri diviso in Terminal 1 per gli arrivi e Terminal 2 per le partenze, e di una pista in asfalto con orientamento 07/25 lunga 2.170 metri. È servito sia da voli domestici che internazionali.